# اسم نبتي

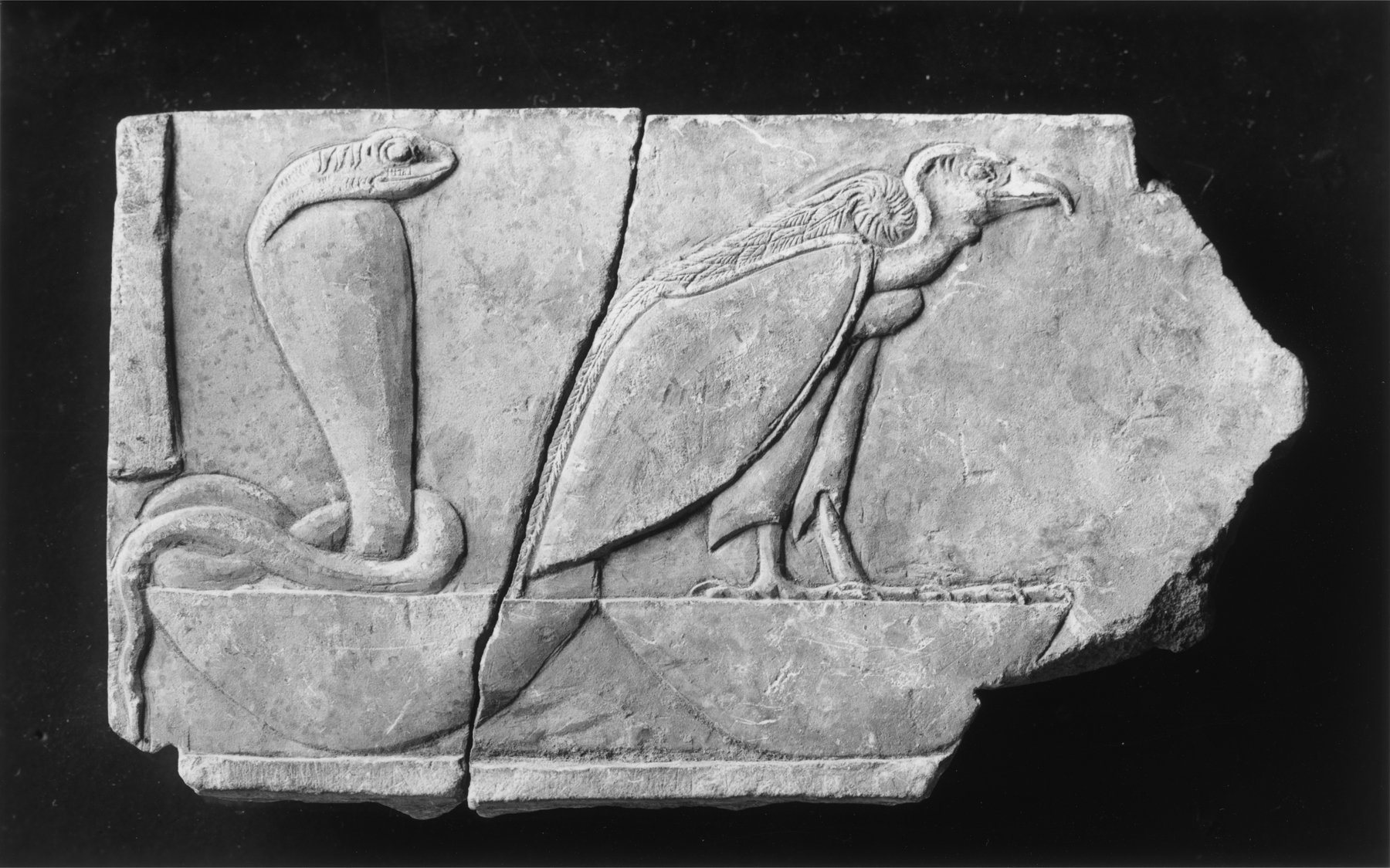
"نخبت" و"واجت" الحاميتان للوجهين البحري والقبلي ، كل منهما جالسة على علامة "نبت" (السيدة).

اسم نبتي أو اسم السيدتين هو أحد خمسة ألقاب كان فرعون مصر يتقلدها عند اعتلائه على العرش. وقد عثر على بعض النصوص القديمة منذ عصر ما قبل الأسرات تحتوي هذا الاسم لفرعون، إلا أنه كان يكتب بطريقة أخرى.
السيدتان المعنيتان هن الثعبان «واجت» والحدأة «نخبت»، الآلهتان الحاميتان للوجه القبلي والوجه البحري في مصر.
في عصر ما قبل الاسرات بدأ منذ عهد الملك حور دن (أسرة مصرية أولى) أن يقترن باسم تتويج الملك اسم تبتي، إلا أن الاسم النبتي لم يشاع في المخطوطات الرسمية. وفي عهد الأسرة الرابعة استقر استخدام الاسم النبتي لفرعون مع إقرانه مع الإلهتين «نخبت» و«واجت» الحاميتين لمصر السفلى والعليا.

## طرق كتابته
اتخذ فرعون هذا الاسم عند اعتلائه عرش مصر، وكان اسمه يبدأ برمزي الإلهتين الحاميتين للوجة البحري والوجه القبلي.
1. ثعبان الكوبرا وغالبا كانت تحمل تاج الوجه البحري وتسمى «واجت»،
2. و حدأة أو نسر، تحمل غالبا تاج الوجه القبلي وتسمى «نخبت».

تجلس كل واحدة منهن على سلة ورمزها «نب» وتعني السيد أو السيدة. ويتكون الاسم النبتي لفرعون من علامتي «نب» والإلهتين. وعلامة «نب» تعني أيضا: «سيد الأرضين» (وجه بحري ووجه قبلي)، بالمصرية القديمة:«نب توي».

## معناه

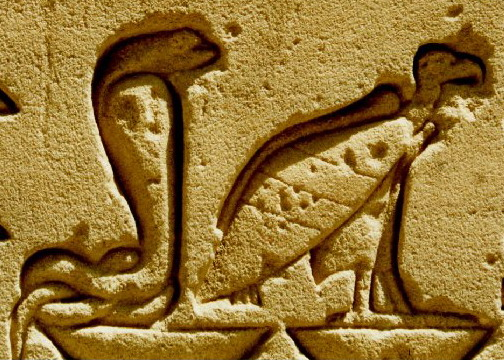
السيدتان "نخبت" و"واجت".

كان تخيل المصري القديم بأن العالم متكون من ثنائيات، فالإنسان مثلا له يدين ورجلين وعينين وأذنين وأحدل الثنائي في لغته (مثلما في العربية، ثم الجمع يبدأ من ثلاث، أما في اللغات الأخرى فيبدأ الجمع من اثنين). وكذلك كان تصور المصري القديم لتكون مصر من جزئين متحدين: وجه بحري ووجه قبلي، فهو يسمى مصر «الأرضين» «توي».

يبدأ اسم الملك ب «نبتي»، ونبتي هي مثنى كلمة «نب» المؤنثة، وتعني إلاهتي الوجه البحري والوجه القبلي، على الرغم من استخدامه كلمة سيد المذكر. بذلك يميز اللقب اثنتين من أهم آلهة المصريين القدماء منذ عصر ما قبل الأسرة الأولى، قبل توحد القطرين:
1. «نخبت» الحدأة إلاهة صعيد مصر من مدينة «نخب» القديمة (اليوم الكاب).
2. «واجت» ثعبان الكبرى إلهة مدينة «دب» أو «بوتو»،(اليوم تل الفراعنة).

ربما كان الملك نارمر (مينا) مؤسس الأسرة الأولى أول من تقلد اسم نبتي للتعبير عن وحدة القطرين.

فكان الاسم النبتي لفرعون له معنيين:
1. توثيق ارتباطه بالإلهتين الحاميتين للقطرين، وبالتالي فهو تحت حمايتهن،
2. والتأكيد على أنه حاكم القطرين الموحدين.

## بالهيروغليفية
| S4 | G14 · nb |

| S4 | G14 · nb |

| G16 |

| G16 |

## اقرأ أيضا
- اسم حورس
- اسم شخصي
- اسم تتويج
- اسم ذهبي
- ألقاب ملكية مصرية قديمة
- فرعون
- سيرخ